# Alexis Chauvet
Alexis Chauvet (Marines, 7 juin 1837 – Argentan, 29 janvier 1871) est un organiste et compositeur français.

## Biographie
Charles-Alexis Chauvet naît à Marines le 7 juin 1837,.

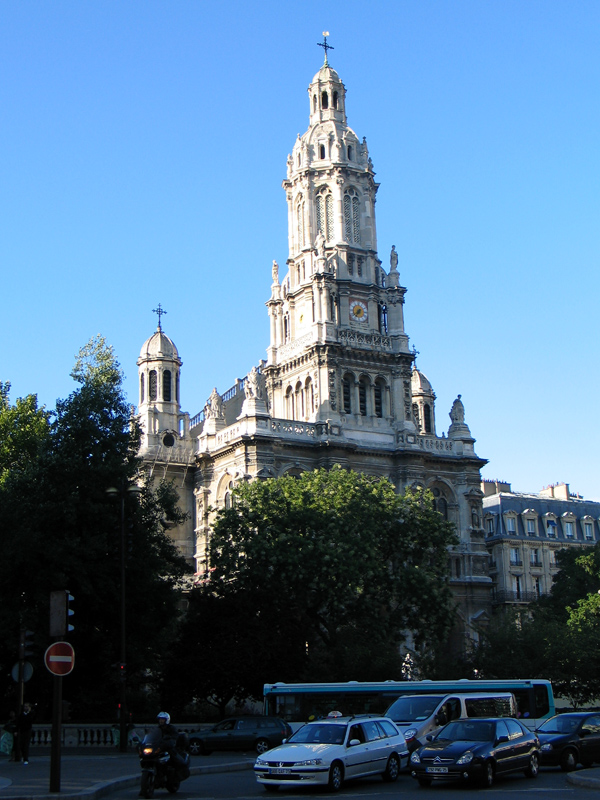
Église de la Sainte-Trinité à Paris où Chauvet est titulaire des orgues de 1869 à 1871.

Il débute à l’orgue de l’église Saint-Rémi de Marines âgé de onze ans seulement. Il entre au Conservatoire de Paris à treize ans pour étudier l’orgue avec François Benoist (1er Prix d’orgue en 1860) et la composition avec Ambroise Thomas dont il devint l'assistant en classe de composition. En 1860, il est nommé à l’orgue de chœur de l’église Saint-Thomas-d'Aquin (Paris), puis au grand orgue l’année suivante. On le retrouve ensuite à la tribune de l'Église Saint-Bernard de la Chapelle dont il inaugure l'orgue en 1863, à Notre-Dame-de-Bonne-Nouvelle, puis à Saint-Merry en 1866. Enfin, il est nommé titulaire du nouvel orgue Cavaillé-Coll de l'Église de la Sainte-Trinité en 1869, poste qu’il tient jusqu’à sa mort prématurée à l'âge de 33 ans due à la phtisie et à une agression survenue dans les environs d'Argentan (il fut pris, de par sa haute taille et sa barbe rousse, pour un espion prussien et roué de coups, il décéda quelques jours plus tard).
Reconnu pour ses interprétations de Bach et ses improvisations, il est aussi régulièrement invité à participer à l’inauguration d’orgues de Paris, avec Édouard Batiste, César Franck et Camille Saint-Saëns. Musicien doué et raffiné, il est considéré comme un des plus brillants compositeurs pour l’orgue avec son ami César Franck qui lui dédia sa Fantaisie en ut majeur pour orgue op. 16.
« Au point de vue du mécanisme, Chauvet était un virtuose accompli ; en outre, sa manière toute personnelle de comprendre le texte était celle d’une intelligence supérieure. » — Henri Maréchal.

## Œuvres
- 20 Morceaux pour orgue (1863), réédités en 1896 par Théodore Dubois sous le titre Vingt célèbres pièces pour orgue : 1. Grand chœur en ut majeur - 2. Moderato en si bémol majeur – 3. Andantino en mi majeur – 4. Andante en fa mineur – 5. Largo et Fughetta en ut majeur – 6. Andante con moto en si mineur – 7. Grand Chœur en mi bémol majeur – 8. Verset en ré mineur – 9. Andantino en sol majeur – 10. Grand chœur en sol mineur – 11. Andantino en ré mineur - 12. Grand chœur en mi bémol majeur – 13. Moderato en la majeur – 14. Verset en la majeur – 15. Office des morts en ré mineur – 16. Allegro moderato en si bémol majeur – 17. Andantino en si mineur – 18. Andante en ut mineur – 19. Verset en la mineur – 20. Procession du Saint Sacrement (marche religieuse) en la majeur.
- Musée de l’Organiste (1863): Rentrée de procession, Offertoire en sol majeur, Offertoire en ré majeur, Élévation 1 en fa majeur, Élévation 2 en ré majeur, Offertoire en la mineur, Élévation ou Communion en la majeur ; Prélude en sol mineur ; Prélude en ut, Élévation ou Communion en fa majeur, Offertoire en ut majeur.
- 90 Petits Versets pour orgue ou harmonium.
- XV Études préparatoires aux œuvres de Bach pour piano (1867).
- 9 Offertoires de caractères gradués pour l’Avent et le temps de Noël (1867) : [sans titre], Li a proun de gént, Or dites-nous Marie, Noël cette journée, À la venue de Noël, Chantons de voix hautaine, Une bergère jolie, Vous qui désirez sans fin, Grâce soit rendue au Dieu de la sus.
- 20 Morceaux pour Orgue (cf. liste ci-dessus), éd. François Sabatier et Nanon Bertrand, Publimuses PBM 18.94, 1994.
- XV Études préparatoires aux œuvres de Bach, éd. F. Sabatier, Publimuses PBM 19.94, 1994.
- 9 Offertoires de caractères gradués pour l'Avent et le temps de Noël ; Pièces diverses : Musée de musique religieuse (Rentrée de procession, Offertoire en sol majeur, Offertoire en ré majeur, Élévation no 1 en fa majeur, Élévation no 2 en ré majeur, Offertoire en la mineur, Élévation ou Communion en la majeur, Prélude en sol mineur), La Petite maîtrise (Prélude en ut  mineur), L'Athénée musical (Élévation ou Communion en fa majeur), Journal des organistes de Saint-Dié (Offertoire en ut majeur) ; 90 petits versets, éd. F. Sabatier et N. Bertrand, Publimuses 28.97, 1997.

## Discographie
- Œuvres du XIXe siècle à Saint-Denis (Boëly, Chauvet, Alkan, Saint-Saëns, Franck) par Pierre Pincemaille : Orgue de la basilique Saint-Denis, mai 1994 - Solstice SOCD 116.